# Ercandize

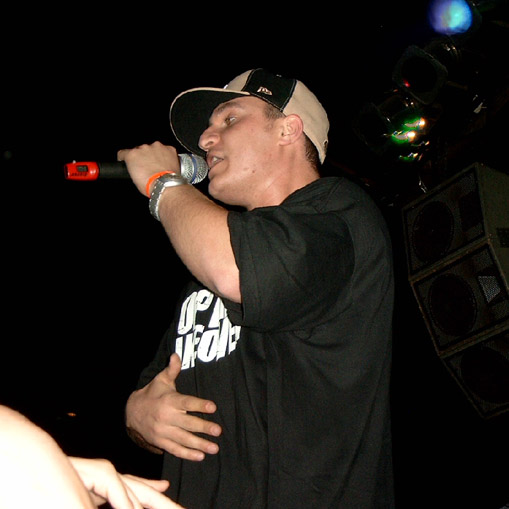
Ercandize live im Sommer 2005

Ercandize (* 12. April 1978 in Wesel; bürgerlich Ercan Koçer) ist ein deutscher Rapper.

## Biografie
Ercan Koçer ist türkischer Abstammung und diplomierter Wirtschaftswissenschaftler. Er ist durch Ice Cubes LP AmeriKKKa’s Most Wanted zum Hip-Hop gekommen. Als Ercandize wandte er sich 1993 bis 1995 dem MCing zu und gründete mit Sedat und Daiker One die ABS-Crew. Die Crew wurde durch den Beatbastler Discopolo, DJ Salicious und Short, der die zweite Stimme von ABS verkörpert, komplettiert. 1999 erschien die erste Maxi 08-15 / Focus. Diese wurde, wie die zweite Maxi Mathematik auch, in dem Hip-Hop-Magazin Juice zur 12Inch des Monats gekürt und Mitte 1999 folgte der Plattenvertrag mit Uprock Records/BMG. Es folgten Features mit Plattenpapzt, Too Strong, RAG, Roey Marquis II. und weiteren Künstlern. Nach 2 weiteren Maxis folgte 2001 das mit einem Jahr verspätete Debüt-Album Kinderspiel – Leichter getan als gesagt. Er erreichte den 46. Platz der Deutschen Charts.
Aufgrund von Differenzen folgte die Trennung von Uprock Records. Nach einer ruhigen Phase wurde Kool Savas durch ein Feature auf Illmatics Album auf das Talent aufmerksam und lud Ercandize nach Berlin ein, woraufhin er zunächst zu Kool Savas' Backup-Rapper wurde. Die beiden verstanden sich und nahmen die ersten Tracks miteinander auf. Ercandize wurde daraufhin, 2003, als Solokünstler bei Optik Records unter Vertrag genommen und zu einem fester Bestandteil der Optik Army. Im September 2006 veröffentlichte die Optik Army das Label-Kompilationsalbum Optik Takeover!. Anfang 2007 wurde Komm mit mir, die auf dem Album enthaltene gemeinsame Single von Kool Savas und Ercandize, bei den Hiphop.de Awards 2006 als beste deutschsprachige Single des Jahres ausgezeichnet. Im April 2007 folgte die Veröffentlichung von Ercandize' Debüt-Album Verbrannte Erde, sowie die Gründung seines eigenen Labels Assazeen. Nach Verbrannte Erde erschien das Mixtape Best of Ercandize Vol. 2: I am Legend sowie das Streetalbum Uppercut. Nach der Schließung von Optik Records folgten zunächst keine Soloprojekte, denn zusammen mit Nabil M. und Yahya schloss er sich zu der Crew Illicite zusammen. Unter diesem Namen erschien schließlich ein Download-Album.

## Diskografie
Alben
- 2001: Kinderspiel – Leichter getan als gesagt
- 2007: Verbrannte Erde
- 2012: Uppercut
- 2012: Ruhrpotts King

EPs
- 2004: Willkommen im Dschungel

Mixtapes
- 2004: Best Of Ercandize Vol. 1
- 2004: Ercandize & DJ Katch – Ear 2 The Street
- 2005: Ercandize & DJ Katch – Ear 2 The Street Vol.2 (Doppel CD)
- 2006: La Haine – Sie nannten ihn Mücke
- 2008: Best of Ercandize Vol. 2: I am Legend

Singles
- 1999: ABS – 08-15/Focus
- 2000: ABS – Mathematik
- 2000: ABS (feat. Creutzfeld&Jakob, Onanon & Dike) – Weisst du...?
- 2006: Kool Savas & Optik Army – Das ist OR!
- 2006: Kool Savas & Ercandize – Komm mit mir
- 2010: Kool Savas feat. Ercandize – Orchestrator

Sonstige
- 2006: Lava-Rhymes (Juice Exclusive! auf Juice-CD #63)
- 2006: Komplett Geboxt (mit Separate) (Juice Exclusive! auf Juice-CD #65)
- 2007: Represent (Juice Exclusive! auf Juice-CD #72)
- 2007: Im Studio (Ercandize & Lakman – Hiphop.de Exclusive)
- 2007: Wer ist es (Ercandize feat. Kool Savas und Lakman – optikrecords.de)
- 2007: Was Ich Habe (Ercandize feat. Lakmann – rap.de Exclusive)
- 2007: Tanz mit den Sternen (Ercandize – Ruhrpottking.de Exclusive)
- 2007: Nie Mehr (Ercandize feat. Kool Savas & Caput – 77store.com Exclusive)
- 2007: German Kingz Allstars (feat. Vega, Separate und Marteria) (Juice Exclusive! auf Juice-CD #80)
- 2008: 7. Streich (Juice-Exclusive! auf Juice-CD #88)
- 2009: Boss (Ercandize feat. Nabil.M – Myspace Exclusive)
- 2011: Liewenden Beweis (Ercandize feat. T the Boss – Rap, Homies & Famill)